# Асан, Омер
Омер Асан (тур. Ömer Asan, 28 мая 1961 года, Трабзон) — турецкий писатель, этнограф и лингвист греческого (понтийского) происхождения.

## Биография
Омер Асан родился 28 мая 1961 года в городе Трапезунд (Трабзон). Стал известен в Турции и Греции своей книгой «Понтийская культура», в которой он подтвердил присутствие в сегодняшней Турции, область Понт, большого числа мусульман, носителей понтийского диалекта греческого языка и описал их быт и культуру. 
В своём интервью данном 8 ноября 2010 года Л. Саввиду в Афинах Омер Асан говорил: ”То что мы говорили на понтийском (на греческом) в нашей семье было первой причиной. По этой причине и из любопытства всё и началось. И это любопытство привело меня в Грецию. 
Вопрос «Кто я ?;» побудил меня написать эту книгу. Кто я ? Откуда я, куда я иду ?
Вопрос касался не только меня. Проблема была в том, что мы были отличными от людей нашего окружения. Язык, мысль, поведение, песни, танцы, пища были другими. Проблема была в отличие цивилизации… Я начал поиск своей идентичности исходя из того факта, что язык на котором говорили мои предки не был турецким”. 
В 80-е годы Омер Асан был гоним за свои левые убеждения. В 2002 году Омер Асан предстал перед судом с обвинением, что его книга является «письменной пропагандой, призывающей к расчленению Турции».
Однако в дальнейшем Омер Асан получил премию Ипекчи за развитие греко-турецкой дружбы за статью, опубликованную в газете Milliyet. 